# IPTF14hls
Supernova
iPTF14hls est une supernova inhabituelle de type II-P découverte en septembre 2014. Sa courbe de lumière s'est étendue sur plus de 600 jours et elle pourrait avoir explosé entre 2 et 5 fois depuis 1954. Aucune théorie actuelle n'explique la totalité des observations réalisées.

## Observation
L'évènement transitoire iPTF14hls a été découvert en septembre 2014 par l'Intermediate Palomar Transient Factory. La découverte a été rendue publique pour la première fois en novembre 2014 par l'enquête Catalina Real-Time Transient Survey sous le nom CSS141118:092034+504148.
Il a été confirmé qu'il s'agissait d'une supernova en janvier 2015, sur la base de ces informations, ainsi qu'une mesure du télescope de 2,16 mètres de la station de Xinglong. D'après ces observations, la communauté scientifique estimait que la luminosité de la supernova (Type II-P) s'atténuerait en 100 jours environ. Au lieu de cela, sa signature lumineuse est restée pendant plus de 1 000 jours, tout en connaissant 5 variations soudaines de luminosité. Ces variations de luminosité decrivent 5 pics distincts,  séparés par des baisses de luminosité jusqu'à 50 % de la luminosité maximale.
De plus, l'objet maintient une température effective quasi constante d'environ 5 000 à 6 000 K au lieu de refroidir avec le temps, refroidissement prévu par les modèles pour une supernova de type II-P. 
Des vérifications de plaques photographiques datant de 1954 montrent qu'une source lumineuse est apparue au même endroit. Cette observation semble indiquer que la supernova serait réapparue plus de six fois au cours de l'histoire.
L'équipe scientifique internationale, dirigée par Lair Arcavi a utilisé le spectromètre et imageur de basse résolution (LRIS) sur le premier télescope de l'observatoire W. M. Keck pour obtenir le spectre de la galaxie hôte de l'étoile, ainsi que le spectrographe à imagerie profonde multi-objets (DEIMOS) sur deuxième télescope pour obtenir des spectres à haute résolution de la supernova inhabituelle elle-même.
L'analyse des deux instruments montre que la galaxie hôte d'iPTF14hls est une galaxie naine avec une importante formation d'étoiles, impliquant une faible teneur en métaux. Son spectre présente une faible absorption de la raie de fer, qui est généralement observée dans les spectres de supernova. Cella est également cohérent avec un progéniteur de faible métallicité. L'étude estime que l'étoile qui a explosé était au moins 50 fois plus massive que le Soleil. Les chercheurs remarquent également que le taux d'expansion des débris est 6 fois plus lent que celui de toute autre supernova connue, indiquant une explosion au ralenti. Cependant, si ce ralentissement était dû à une dilatation temporelle relativiste, le spectre serait décalé vers le rouge d'un même facteur 6. Or ce décalage vers le rouge n'est pas observé. En 2017, un spectre plus précis est obtenu dans le spectre visible (notamment via la raie hydrogène  H-alpha). Ce nouveau spectre limite la vitesse d'expansion de la supernova à environ 1 000 km/s.
L'équipe scientifique continue sa surveillance de l'objet dans d'autres bandes du spectre électromagnétique en collaboration avec d'autres télescopes et observatoires internationaux. Ces installations comprennent le télescope optique nordique et le télescope spatial Swift de la NASA, le télescope spatial à rayons gamma Fermi, tandis que le télescope spatial Hubble a commencé à imager l'emplacement en décembre 2017. L'évènement iPTF14hls a émis en continu jusqu'en 2018 pendant plus de 1 000 jours, jusqu'à une baisse spectaculaire de sa lumisosité. Il est resté visible jusqu'en novembre 2018, date à laquelle son spectre est devenu celui d'une nébuleuse résiduelle. Une image en haute résolution de cette dernière phase a été obtenue avec le télescope spatial Hubble au cours du cycle 25 (du 1er octobre 2017 au 30 septembre 2018).

## Hypothèses
La théorie actuelle prédit que l'étoile consommerait tout son hydrogène lors de la première hausse de luminosité et, selon la taille initiale de l'étoile, les restes du noyau devraient former une étoile à neutrons ou un trou noir. Cependant, ces mécanismes sont incapables de reproduire la courbe de lumière observée avec sa très longue période et ses multiples pics plus lumineux. Aucune des hypothèses publiées avant début 2018 - les trois premières énumérées ci-dessous - ne pourrait expliquer la présence continue d'hydrogène ou l'énergie observée. Selon Iair Arcavi, cette découverte nécessite un raffinement des scénarios d'explosion existants, ou le développement d'un nouveau scénario, qui :
1. produisent les mêmes signatures spectrales que les supernovæ communes de type II-P mais avec une évolution ralentie d'un facteur 6.
2. peut fournir de l'énergie pour prolonger la courbe de lumière d'un facteur d'environ 6 sans introduire de caractéristiques spectrales à raies étroites ou de fortes émissions radio et de rayons X indiquant une interaction avec du matériel circumstellaire.
3. peut produire au moins cinq pics dans la courbe de lumière.
4. peut séparer l'émission de la photosphère, formant une raie d'émission déduite de la photosphère continue.
5. maintenir une phase photosphérique avec un gradient de vitesse linéaire constant pendant plus de 600 jours.

### Antimatière
Une des hypothèses proposées consiste à théoriser une étoile utilisant de l'antimatière comme carburant dans son noyau stellaire ; cette hypothèse soutient que les étoiles massives deviennent si chaudes dans leur noyau que l'énergie est convertie en matière et en antimatière, ce qui rend l'étoile extrêmement instable et subit des éruptions lumineuses répétées sur des périodes de l'ordre de plusieurs années. L'antimatière en contact avec la matière provoquerait une explosion qui soufflerait les couches externes de l'étoile et laisserait le noyau intact ; ce processus peut se répéter pendant des décennies avant que l'effondrement de cœur se produise et que le noyau se concentre en trou noir stellaire.

### Supernova pulsionnelle à instabilité de paires
Une autre hypothèse est la supernova à instabilité de paires, une étoile massive qui peut perdre environ la moitié de sa masse avant le début d'une série d'impulsions violentes. À chaque impulsion, le matériau qui s'éloigne de l'étoile peut rattraper le matériau éjecté plus tôt, produisant des hausses de luminosité lorsqu'ils entrent en collision, simulant une explosion supplémentaire (voir supernova imposteuse). Cependant, l'énergie libérée par la supernova iPTF14hls est supérieure à ce que la théorie prédit.

### Magnétar
Les modèles de magnétar peuvent également expliquer de nombreuses caractéristiques observées, mais donnent une courbe de lumière lisse et peuvent nécessiter une intensité de champ magnétique évolutive, ce qui n'est pas le cas de iPTF14hls. La supernova iPTF14hls a maintenu une luminosité brillante et variable pendant plus de 600 jours, tandis que les raies d'hydrogène et de fer dans son spectre avaient des vitesses différentes, mais ont montré peu d'évolution. Ces assez typiques des magnétars, mais leur dynamique peut être difficile à concilier avec l'observation tardive de l'hydrogène lent. Les différents modèles prédisent différentes caractéristiques spectrales et un vestige qui, aujourd'hui, pourrait être un trou noir, un magnétar ou même une étoile.

### Interaction de choc
Jennifer E Andrews et Nathan Smith ont émis l'hypothèse que le spectre lumineux observé est une signature claire de l'interaction de choc du matériau éjecté avec le matériau circumstellaire. Ils ont proposé qu'une énergie d'explosion typique, avec une interaction entre l'énergie libérée et le matériau circumstellaire, comme on le voit dans certaines supernovae récentes, notamment SN 1998S, SN 2009ip et SN 1993J, pourrait expliquer l'évolution particulière de la courbe de lumière de iPTF14hls.
En décembre 2017, une équipe utilisant le télescope spatial à rayons gamma Fermi a signalé qu'elle avait peut-être détecté une émission venant iPTF14hls. Il s'agit de la première détection de cette supernova dans le spectre de haute énergie, montrant une émission de rayons gamma à haute énergie typique d'une supernova. La source de rayons gamma apparaît environ 300 jours après l'explosion de iPTF14hls et est toujours observable, mais d'autres observations sont nécessaires pour vérifier que l'iPTF14hls est la source exacte de l'émission de rayons gamma observée. Si l'association entre la source de rayons gamma et iPTF14hls est réelle, il existe des difficultés pour modéliser son émission de rayons gamma dans le cadre de l'accélération de particules dans le choc produit par les éjectas de supernova.
L'efficacité de conversion d'énergie doit être très élevée, il est donc suggéré qu'un jet astrophysique d'un proche compagnon puisse être nécessaire pour expliquer certaines des données observées. Aucune émission de rayons X n'a été détectée, ce qui rend difficile l'interprétation de l'émission de rayons gamma.

### Jets d'enveloppe communs
Cette hypothèse suggère qu'il s'agit d'une multitude d'imposteurs à jets à enveloppe commune (CEJSN) résultant d'une étoile à neutrons compagnon. Il propose un nouveau type d'explosion transitoire répétée, initiée par une étoile à neutrons entrant dans l'enveloppe d'une étoile massive évoluée, accrétant le matériau de l'enveloppe et lançant ensuite des jets astrophysiques qui interagissent avec leur environnement riche en poussières. L'éjecta pourrait atteindre des vitesses de 10 000 km/s bien qu'il ne s'agisse pas d'une supernova.

### Hyper-vent variable
Un écoulement à long terme similaire aux vents stellaires avec des taux de perte de masse variables plutôt qu'une explosion soudaine comme les supernovae pourrait correspondre aux données de la courbe de lumière non seulement d'iPTF14hls, mais aussi d'Eta Carinae. Les observations pourraient être le résultat de vents extrêmes provenant d'étoiles très massives.